# Jameln
Jameln település Németországban, azon belül Alsó-Szászország tartományban. Lakosainak száma 1096 fő (2023. december 31.).

## Népesség
A település népességének változása:
| Lakosok száma | 1050 | 1036 | 1074 | 1079 | 1090 | 1096 |
|               | 2016 | 2017 | 2019 | 2021 | 2022 | 2023 |